# Курулушка
Курулушка — пресноводное озеро на севере Красноярского края России, располагается в юго-восточной части Таймырской низменности, в верховьях Большой Балахни, к северу от озера Долгое, примерно в 154 километрах северо-западнее села Хатанга.
Зеркало озера расположено на высоте 61 метр над уровнем моря. Площадь озера — 17,9 км². Площадь водосбора составляет 42 км². Береговая линия умеренно изрезана на западе и сильно — на востоке. Водоём имеет лопастную форму, ориентированную с севера на юг. Длина около 7,5 км, максимальная ширина в центральной части — 3,8 км.
В озеро впадает несколько ручьёв. На востоке, в болотистой местности, вытекает река Курулушка, левый приток Большой Балахни, относящаяся к бассейну моря Лаптевых. На озере несколько островов в восточной части и один, более крупный, у северного берега. Берега низкие, сильно заболоченные на западе, покрытые тундровой растительностью. На юго-востоке находится озеро Сегаликюбалэ.
Код водного объекта в государственном водном реестре — 17040400211117600000311.